# UCED-Raum
In jeder Richtung gleichmäßig konvexe Räume sind eine Klasse bestimmter normierter Räume, die im mathematischen Teilgebiet der Funktionalanalysis untersucht werden. Nach der englischen Bezeichnung „uniformly convex in each direction“ nennt man solche Räume auch UCED-Räume oder einfach UCED.

## Definitionen
Ein normierter Raum {\displaystyle (X,\|\cdot \|)} ist bekanntlich gleichmäßig konvex, wenn für je zwei Folgen {\displaystyle (x_{n})_{n},(y_{n})_{n}} aus {\displaystyle \|x_{n}\|\rightarrow 1},  {\displaystyle \|y_{n}\|\rightarrow 1} und {\displaystyle \|x_{n}+y_{n}\|\rightarrow 2} stets {\displaystyle \|x_{n}-y_{n}\|\rightarrow 0} folgt.
Man erhält eine Abschwächung dieser Eigenschaft, wenn man die Konvergenz nur dann fordert, wenn die Differenzen {\displaystyle x_{n}-y_{n}} alle in dieselbe Richtung zeigen, genauer:
Ein normierter Raum {\displaystyle (X,\|\cdot \|)} heißt gleichmäßig konvex in Richtung {\displaystyle z\in X}, wenn für je zwei Folgen {\displaystyle (x_{n})_{n},(y_{n})_{n}} aus {\displaystyle \|x_{n}\|\rightarrow 1},  {\displaystyle \|y_{n}\|\rightarrow 1}, {\displaystyle \|x_{n}+y_{n}\|\rightarrow 2} und {\displaystyle \{x_{n}-y_{n};\,n\in \mathbb {N} \}\subset \mathbb {R} z} stets {\displaystyle \|x_{n}-y_{n}\|\rightarrow 0} folgt.
Ein normierter Raum {\displaystyle (X,\|\cdot \|)} heißt in jeder Richtung gleichmäßig konvex oder kurz UCED, wenn {\displaystyle X} gleichmäßig konvex in jeder Richtung {\displaystyle z\in X} ist.

## Historische Bemerkung
Der Begriff des UCED-Raums ist bei der Untersuchung sogenannter  Tschebyschow-Zentren eingeführt worden. Dabei handelt es sich um folgende Konstruktion.
Für einen normierten Raum {\displaystyle (X,\|\cdot \|)} und zwei beschränkte Mengen {\displaystyle H,S\subset X} definiert man zunächst für {\displaystyle s\in S}
{\displaystyle r_{s}(H):=\sup\{\|s-x\|;\,x\in H\}},
das ist der maximale Abstand eines Elementes aus {\displaystyle H} zu {\displaystyle s}. Der kleinste dieser Abstände ist
{\displaystyle r(H,S):=\inf\{r_{s}(H);\,s\in S\}}.
Diejenigen {\displaystyle s\in S}, für die dieses Infimum tatsächlich angenommen wird, ist
das sogenannte Tschebyschow-Zentrum von {\displaystyle H} in {\displaystyle S}:
{\displaystyle {\mathcal {C}}(H,S):=\{s\in S;\,r_{s}(H)=r(H,S)\}}.
A. L. Garkavi interessierte sich für normierte Räume, in denen das Tschebyschow-Zentrum einer beschränkten Menge in einer konvexen Menge höchstens einelementig ist und kam so zu der hier beschriebenen Raumklasse. In der Tat kann man zeigen, dass {\displaystyle {\mathcal {C}}(H,S)} für jede beschränkte Menge {\displaystyle H} und jede konvexe Menge {\displaystyle S} in einem UCED-Raum höchstens einelementig ist.

## Charakterisierungen
Für einen normierten Raum {\displaystyle (X,\|\cdot \|)} sind folgende Aussagen äquivalent:
- {\displaystyle (X,\|\cdot \|)} in jeder Richtung gleichmäßig konvex
- Für jedes {\displaystyle z\in X} und je zwei Folgen {\displaystyle (x_{n})_{n},(y_{n})_{n}} folgt aus {\displaystyle \|x_{n}\|=\|y_{n}\|=1}, {\displaystyle \|x_{n}+y_{n}\|\rightarrow 2} und {\displaystyle \{x_{n}-y_{n};\,n\in \mathbb {N} \}\subset \mathbb {R} z} stets {\displaystyle \|x_{n}-y_{n}\|\rightarrow 0}.
- Für jedes {\displaystyle z\in X} und je zwei Folgen {\displaystyle (x_{n})_{n},(y_{n})_{n}} mit {\displaystyle \|x_{n}\|\leq 1}, {\displaystyle \|y_{n}\|\leq 1}, {\displaystyle \|x_{n}+y_{n}\|\rightarrow 2} und {\displaystyle x_{n}-y_{n}\rightarrow z} folgt {\displaystyle z=0}.
- Für alle {\displaystyle p\in [2,\infty )} gilt: Ist {\displaystyle z\in X} und ist {\displaystyle (x_{n})_{n}} eine Folge in {\displaystyle X} mit

{\displaystyle 2^{p-1}(\|x_{n}+z\|^{p}+\|x_{n}\|^{p})-\|2x_{n}+z\|^{p}\rightarrow 0},
so folgt {\displaystyle z=0}.
- Es gibt ein {\displaystyle p\in [2,\infty )}, so dass folgendes gilt: Ist {\displaystyle z\in X} und ist {\displaystyle (x_{n})_{n}} eine Folge in {\displaystyle X} mit

{\displaystyle 2^{p-1}(\|x_{n}+z\|^{p}+\|x_{n}\|^{p})-\|2x_{n}+z\|^{p}\rightarrow 0},
so folgt {\displaystyle z=0}.
- Für alle {\displaystyle z\in X\setminus \{0\}} gibt es ein {\displaystyle \delta >0}, so dass folgendes gilt: Aus {\displaystyle x\in X}, {\displaystyle \|x\|\leq 1} und {\displaystyle \|x+z\|\leq 1} folgt {\displaystyle \textstyle \|x+{\frac {1}{2}}z\|<1-\delta }.

## Beispiele
- Gleichmäßig konvexe Räume sind UCED, insbesondere also die Räume Lp([0,1]) und die Folgenräume {\displaystyle \ell ^{p}} für {\displaystyle 1<p<\infty }.
- Allgemeiner sind sogar alle schwach gleichmäßig konvexen Räume UCED.
- Die Umkehrung gilt nicht. Definiere dazu auf dem Hilbertraum {\displaystyle (\ell ^{2},\|\cdot \|_{2})} der quadrat-summierbaren Folgen

{\displaystyle \|(\xi _{n})_{n}\|_{u}:=\left((|\xi _{1}|+\|(0,\xi _{2},\xi _{3},\ldots )\|_{2})^{2}+\|(a_{2}\xi _{2},a_{3}\xi _{3},\ldots )\|_{2}^{2}\right)^{\frac {1}{2}}}
wobei {\displaystyle (a_{n})_{n}} eine Nullfolge positiver reeller Zahlen sei. Dann ist {\displaystyle (\ell ^{2},\|\cdot \|_{u})} UCED aber nicht schwach gleichmäßig konvex, ja nicht einmal lokal schwach gleichmäßig konvex.
- L1-Räume, L∞-Räume und der Funktionenraum {\displaystyle C([0,1])} der stetigen Funktionen auf {\displaystyle [0,1]} sind nicht UCED.

## Eigenschaften
- UCED-Räume sind strikt konvex, die Umkehrung gilt nicht. Versieht man etwa {\displaystyle C([0,1])} mit der Norm

{\displaystyle \|f\|_{s}:=\sup _{t\in [0,1]}|f(t)|+{\sqrt {\int _{0}^{1}|f(t)|^{2}\mathrm {d} t}}},
so ist {\displaystyle (C([0,1]),\|\cdot \|_{s})} ein strikt konvexer Banachraum, der nicht UCED ist.
- Unterräume von UCED-Räumen sind wieder UCED.

- In UCED-Räumen ist das Tschebyschow-Zentrum einer beschränkten Menge in einer konvexen Menge höchstens einelementig, siehe dazu obige historische Bemerkung.

- UCED-Räume haben normale Struktur, das heißt jede beschränkte, konvexe Menge hat normale Struktur.

## Renormierbarkeit
Die UCED-Eigenschaft kann durch Übergang zu einer äquivalenten Norm verlorengehen. Daher stellt sich umgekehrt die Frage, welche normierten Räume isomorph zu einem UCED-Raum sind, das heißt für welche normierten Räume es äquivalente Normen gibt, die ihn zu einem UCED-Raum machen, kurz: welche Räume UCED-renormierbar sind.
In diesem Zusammenhang gilt zunächst folgender auf V. Zizler zurückgehende
- Ein normierter Raum ist genau dann UCED-renormierbar, wenn es eine injektive, stetige, lineare Abbildung dieses Raums in einen UCED-Raum gibt.

Daraus ergibt sich der folgende Satz, der Beispiele für UCED-renormierbare Räume liefert:
X ist in den folgenden Fällen isomorph zu einem UCED-Raum:
- Der Dualraum {\displaystyle X^{*}} enthält eine abzählbare über {\displaystyle X} totale Menge, zum Beispiel wenn {\displaystyle X} oder {\displaystyle X^{*}} ein separabler Raum ist.
- {\displaystyle X} ist isomorph zu einem {\displaystyle \ell _{1}(\Gamma )} für eine beliebige Menge {\displaystyle \Gamma }.
- {\displaystyle X} ist isomorph zu einem {\displaystyle L^{\infty }(\Omega ,\Sigma ,\mu )}-Raum für ein {\displaystyle \sigma }-endliches Maß {\displaystyle \mu }.

Nicht alle normierten Räume sind UCED-renormierbar:  {\displaystyle C_{0}(\Gamma )} ist für überabzählbares {\displaystyle \Gamma } mit diskreter Topologie nicht UCED-renormierbar.